# Addicted to a Memory
«Addicted to a Memory» es una canción del disc-jockey ruso-alemán Zedd con el grupo musical femenino Bahari incluida en su segundo álbum True Colors (2015). «Addicted to a Memory» fue publicada el 13 de abril de 2015, en el canal de YouTube ZEDDVEVO.